# Jutta Oesterle-Schwerin
Jutta Oesterle-Schwerin (* 25. Februar 1941 in Jerusalem, Palästina) ist eine deutsche Politikerin. Sie war von 1987 bis 1990 Mitglied des Deutschen Bundestages.

## Leben
Jutta Schwerin ist die Tochter des im Spätsommer 1935 aus Deutschland ausgewanderten jüdischen Kommunisten Heinz Schwerin (1910–1948) und dessen Ehefrau Ricarda geb. Meltzer (1912–1999). Sie ist die Schwester des israelischen Historikers Tom Segev.
Schwerin verbrachte ihre Kindheit in Israel. Im Alter von etwa 10 Jahren wurde sie Mitglied der Jugendorganisation Haschomer Hatzair. Später trat sie der kommunistischen Jugend bei. 1958 – im Alter von 17 Jahren – verweigerte Schwerin den israelischen Militärdienst. Als Begründung gab sie an, dass sie das Kind einer nichtjüdischen Mutter sei. In diesem Zusammenhang kam es auch zu einem persönlichen Gespräch mit Israels Staatsgründer und damaligem Premierminister David Ben-Gurion.
Nach dem Schulbesuch verließ sie Israel 1960. Für einige Zeit arbeitete sie in einem jüdischen Kinderheim in der Schweiz. 1962 begann sie in Stuttgart ein Studium an der Staatlichen Akademie der Bildenden Künste. Im gleichen Jahr begann ihr politisches Engagement in Deutschland in der Ostermarsch-Bewegung.  In dieser Zeit kam sie auch in Kontakt mit dem SDS.
Schwerin heiratete 1967, 1970 wurde ihr Sohn, 1974 ihre Tochter geboren. 1969 schloss sie ihr Studium als Innenarchitektin ab. Nach der Trennung von ihrem Mann war sie von 1978 bis 1987 als selbständige Innenarchitektin in Ulm tätig.
Seit der Geburt ihres Sohnes engagierte sie sich in der Kinderladen- und der Frauenbewegung. 1974 wurde sie Mitglied der SPD, aus der sie aber 1980 aus Protest gegen den NATO-Doppelbeschluss austrat. 1983 wurde sie Mitglied der Grünen. Von 1975 bis 1980 war sie für die SPD, von 1984 bis 1987 für die Grünen Mitglied im Ulmer Stadtrat.
1987 wurde sie über die Landesliste in den Deutschen Bundestag gewählt und war 1989/90 neben Helmut Lippelt und Antje Vollmer eine der drei Fraktionssprecher der Grünen, außerdem war sie Mitglied des Ausschusses für Raumordnung, Bauwesen und Städtebau. Bekannt wurde sie als engagierte Politikerin, die zahlreiche Anfragen im Bundestag stellte. Ihr berühmtester Zwischenruf war ihr Protest – sowie der spätere Auszug aus dem Plenarsaal mit weiteren Abgeordneten der Grünen und der SPD – gegen die Gedenkrede des damaligen Bundestagspräsidenten Philipp Jenninger zum 50. Jahrestag der Novemberpogrome 1938. Schwerin gehörte am 9. November 1989 zu jenen drei Abgeordneten, die den Plenarsaal anlässlich des Singens der deutschen Nationalhymne durch Teile der CDU/CSU-Fraktion verließen.
Nachdem die Grünen bei der Bundestagswahl 1990 an der Fünf-Prozent-Hürde gescheitert waren, schied sie aus dem Bundestag aus und wurde Mitarbeiterin der Abgeordneten Christina Schenk von der Bundestagsgruppe Bündnis 90/Die Grünen. 1990 wurde sie Sprecherin des LesbenRing e. V. und engagierte sich in den folgenden Jahren u. a. für die Einbeziehung lesbischer Lebensweisen in die Frauenpolitik. Vor der Bundestagswahl 1994 scheiterte sie beim Versuch einer Wiederaufstellung bei den Grünen. Im Februar 1994 trat sie aus der Partei aus und kandidierte in Bonn für die Feministische Partei Die Frauen.
Bis 2008 arbeitete Jutta Schwerin als freie Architektin in Berlin.
2012 erschien bei Spector Books Leipzig ihre autobiografische Erzählung „Ricardas Tochter – Leben zwischen Deutschland und Israel“.